# 單純狸藻
單純狸藻（學名：Utricularia simplex）為狸藻屬多年生極小型陸生食虫植物。其种加词“simplex”意为“简单、单一”。单纯狸藻为西澳大利亚的特有種。其陆生于海拔近海平面的荒原或沼泽的泥炭质土壤中。1810年，羅伯特·布朗最先发表了单纯狸藻的描述。

## 外部連結
- 食虫植物照片搜寻引擎中单纯狸藻的照片（页面存档备份，存于）

 维基共享资源上的相關多媒體資源：单纯狸藻
 維基物種上的相關：单纯狸藻